# Gerhart Stein
Gerhart Stein (* 22. Dezember 1910 in Bad Kreuznach; † 8. Mai 1971; in der älteren Literatur findet sich vielfach die falsche Schreibweise Gerhard Stein.) war ein Arzt und Rassentheoretiker. 1938 wurde er Mitarbeiter des Instituts für Erbbiologie und Rassenhygiene in Frankfurt am Main und der Berliner Rassenhygienischen Forschungsstelle (RHF) des Reichsgesundheitsamtes, die in der NS-Zeit die Erfassung der „Zigeuner“ im Reichsgebiet durchführte und so eine Voraussetzung für den Völkermord an ihnen schuf. Seine Dissertation gilt als ein Schritt beim Paradigmenwechsel von der polizeilichen und administrativen Diskriminierung zur Lösung der „Zigeunerfrage“ „aus dem Wesen dieser Rasse“ (Heinrich Himmler).

## Biographie

Titelblatt der Druckfassung der Dissertation

Gerhart Stein wurde am 22. Dezember 1910 in Bad Kreuznach als Sohn des Augenarztes Ludwig Stein und seiner Ehefrau Helene, geborene Stuber geboren. Seinen Schulabschluss machte er 1930 am „Deutschen Kolleg“ in Bad Godesberg. Er begann mit dem Studium der Medizin an der Julius-Maximilians-Universität Würzburg, setzte es an der Universität Innsbruck und Eberhard Karls Universität Tübingen fort, um es an der Johann Wolfgang Goethe-Universität Frankfurt am Main abzuschließen.

### SA und „Zigeunerforschung“
Stein trat am 1. Dezember 1931 der NSDAP und der SA bei. Durch die politische Tätigkeit für die NSDAP verlängerte sich sein Studium, wie er im Lebenslauf seiner Dissertation vermerkt: „Ich brauchte für mein Gesamtstudium etwas länger, weil ich im Jahre 1931 in Tübingen in die Partei und die SA. [sic] eintrat und meine Zeit und Kraft der Bewegung widmete, mich dafür auch ein Semester beurlauben ließ.“ Seit 1934 studierte Stein an der Universität Frankfurt, wo er im Mai 1937 sein Studium mit dem Staatsexamen abschloss.
Die rassenhygienische Praxis des NS-Staates war Teil seines weiteren akademischen Werdegangs, wie er schreibt: Nach dem Staatsexamen arbeitete ich sechs Monate am Institut für Erbbiologie und Rassenhygiene bei Herrn Professor Dr. Freiherr von Verschuer in Frankfurt a.M. Ich beschäftigte mich mit Begutachtungen über Sterilisationen und Ehetauglichkeit und mit Zwillingsforschung. Er war 1938 vier Monate in Berlin für die Rassenhygienische und bevölkerungspolitische Forschungsstelle (RHF) des Robert Ritter tätig, vier weitere Monate im Berliner Krankenhaus Urban. Seine Approbation erhielt er am 10. August in Berlin.
Das Thema und den Doktorvater wählte Stein 1936 aus eigener Initiative. Bereits vor seiner Dissertation muss Stein nach einer etwas undeutlichen Auskunft seines Doktorvaters „Zigeunerforschung“ betrieben haben: „Die Durchführung der eigenen Arbeit war nur möglich Dank der langjährigen Erfahrung von Herrn Stein im Umgang mit Zigeunern.“
Der Titel seiner Ende 1938 abgegebenen Dissertation war „Zur Psychologie und Anthropologie der Zigeuner in Deutschland“. Sie erschien 1941 in der Zeitschrift für Ethnologie (allerdings mit einem Druckfehler im Titel: „Zur Physiologie und Anthropologie der Zigeuner in Deutschland“). Für seine Dissertation wertete er Untersuchungen aus, die er vor allem 1937 an 247 Sinti und Roma, die zum größten Teil „in einem Lager in der Nähe von Berlin konzentriert“ waren. Stein ergänzte seine Berliner Forschungen um Erhebungen in Frankfurt.

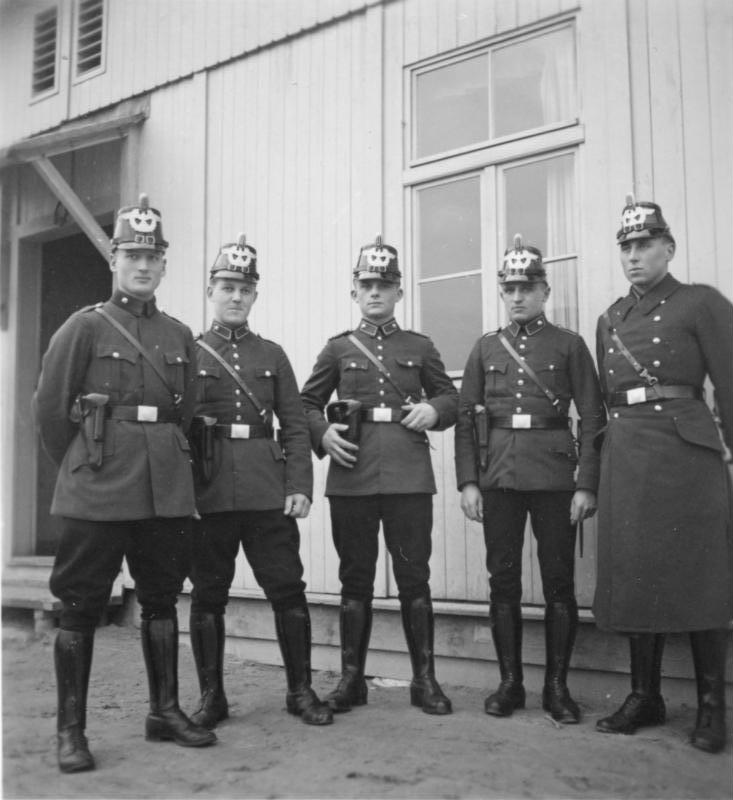
Polizeibewachung des Zwangslager für Sinti und Roma in Berlin-Marzahn (Foto der RHF)

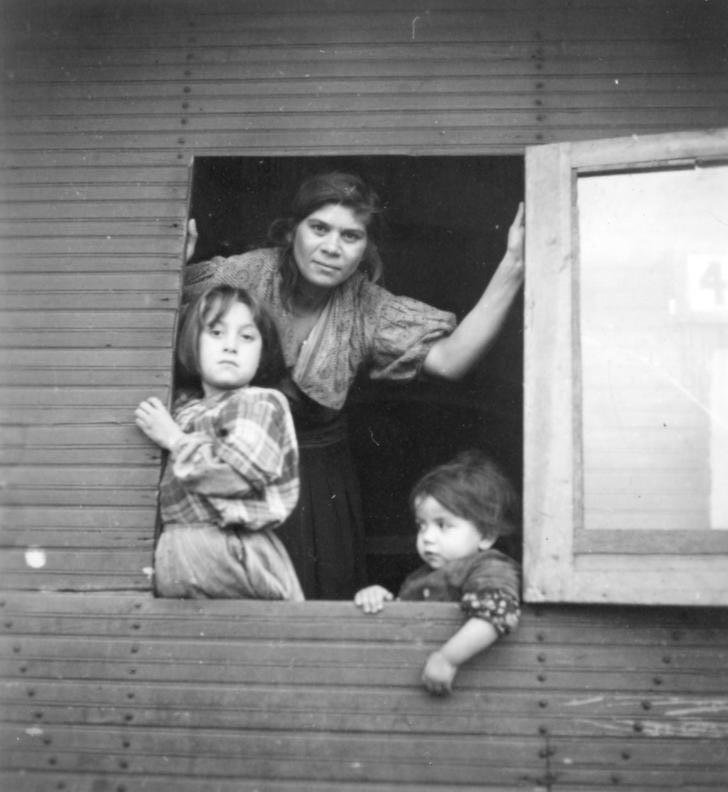
Elisabeth Weirich mit ihren Kindern im Zwangslager für Sinti und Roma in Berlin-Marzahn (Foto der RHF)

Bei dem Lager in der Nähe von Berlin kann es sich nur um das 1936 eingerichtete, von der Polizei bewachte Zwangslager in Berlin-Marzahn gehandelt haben. Am 16. Juni 1936 meldete eine Lokalzeitung Berlin als „zigeunerfrei“. Das Lager wurde von Polizisten mit Hunden ständig bewacht, die die Insassen misshandelten. Zugang hatten nur die Mitarbeiter der RHF und die evangelische „Zigeunermission“. Die Kinder durften nicht zur Schule gehen, für die Erwachsenen und Jugendlichen herrschte Arbeitszwang. Von Marzahn aus wurden Sinti und Roma 1943 direkt nach dem KZ Auschwitz deportiert. Stein selbst nennt die Untersuchungsorte seiner Doktorarbeit „Zwangslager“.
Während seiner Arbeiten machte er 1936 in mehreren Schreiben an Preußische Polizeibehörden Vorschläge wie die Verfolgung von Sinti und Roma effektiver zu gestalten sei.
Steins Untersuchungen sind anonymisiert, so dass es unmöglich ist, das Schicksal einzelner von ihm für seine Doktorarbeit untersuchten Personen zu erschließen. Dies gilt besonders für die in Marzahn untersuchten Sinti und Roma.
Inhaltlich liefert Stein nichts als die pseudowissenschaftliche Legitimation der nationalsozialistischen Politik und steht am Anfang des neuen rassentheoretischen Paradigmas der nationalsozialistischen Zigeunerforschung, wie dies schon im ersten Satz deutlich wird: „In unserem Volk, lebt nachweislich seit 500 Jahren ein rassenfremdes Volk, die Zigeuner […]“ (S. 74). Oder weiter im Text: „Zur groben Identifizierung eines Zigeuners gehört also nicht nur der äußere Mensch mit seinen fremdländischen Farben, seiner verlotterten Kleidung, oder gar nur die Tatsache, daß er vagabundiert; zumindest eines der angeführten Merkmale muß vorhanden sein, um auf Zigeunerblut schließen zu können. Augenform, Geruch und primitive Lebensäußerungen sind typisch für jeden Zigeuner“. Dieser „Geruch“ sei nicht in den Lebensumständen begründet, sondern „vielmehr ein Rassenmerkmal“. An anderer Stelle zeigte er seinen Antisemitismus, indem er „Zigeuner“ mit den Juden gleichsetzte: „Das Zigeunertum stellt mindestens ebenso große Gefahr dar wie das Judentum“.
Steins Arbeit teilt sich in einen „psychologischen Teil“ über „Sitten und Gebräuche“, „Religion“, „Psychologie“, „Musik“, „Kriminalität“ und einen „anthropologischen Teil“, der die von ihm in den Lagern erhobenen anthrometrischen Daten wiedergibt.
Seine Darstellung ist durchgehend rassistisch, in Teilen antisemitisch und wissenschaftlich haltlos: Im „psychologischen Teil“ äußert er sich: „die Zigeuner sind Tiere …“ oder „das ist die typische Zigeunerpsyche: tierhaft, triebhaft, affektbetont“. Dem Vorurteil, „Zigeuner“ würden Kinder entführen, widersprach er, erhob aber gegen Juden diesen Vorwurf, hier „zwecks ritueller Opferung der Kinder“ (vgl. Ritualmordlegende). Über „Zigeunermischlinge“ schreibt er: ihnen „bleibe nur ein elendes Leben übrig voll Armut, gehetzt und verfolgt, Opfer ihrer unseligen Triebe. […] und man kann sagen, daß praktisch der Zigeunermischling als minderwertig zu betrachten ist.“ In der Zusammenfassung schreibt er „logisches Denkvermögen und Verstand“ würden gegenüber den „instinktiven Teilen“ der „Zigeunerpsyche“ nur eine „untergeordnete Rolle“ spielen.
Einer der Dissertationsgutachter wertete das so: „Neben den sehr interessanten Ausführungen ihres Familien- und Sippenlebens scheint mir vor allem gerade in der Zeit, da vom Reichsgesundheitsamt eine Gesamterfassung sämtlicher in Deutschland lebender Zigeuner in die Wege geleitet wird, die Betonung des Herrn Stein wichtig, die Zigeuner nicht ohne weiteres mit den Asozialen und Kriminellen gleichzusetzen, sondern letztere als Abkömmlinge der Kreuzung von asozialen Elementen der Wirtsbevölkerung mit Zigeunern abzugrenzen.“ Mit „Gesamterfassung“ war die Registrierung der Minderheit durch die RHF gemeint.
Die Prüfer bewerteten Steins Dissertation einhellig mit einem politisch motivierten „sehr gut“, die ärztliche Prüfung hatte er dagegen nur mit „genügend“ bestanden.

### Steins Arbeit für die Rassenhygienische Forschungsstelle (RHF)

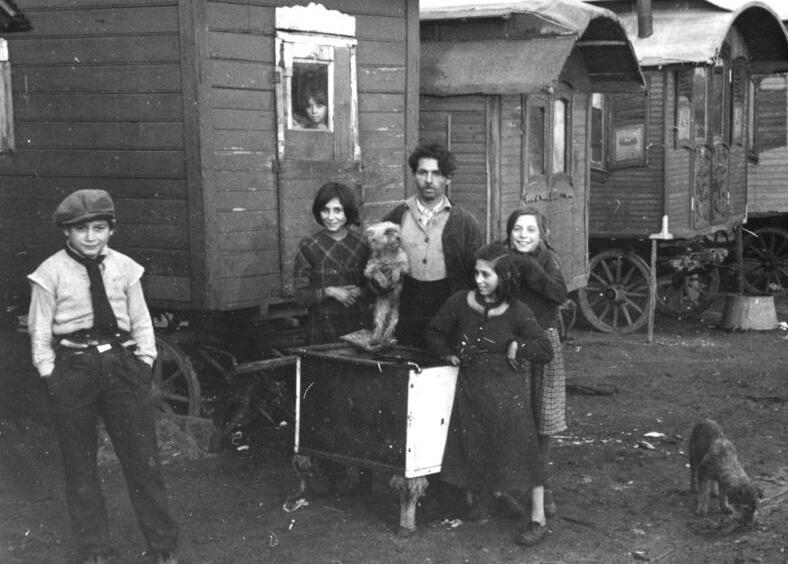
„Zigeunerlager Köln-Bickendorf“, das Lager besaß seit dem April 1935 eine Stacheldrahtumzäunung, eine absperrbare Zufahrt und wurde von einem auf dem Gelände mit seiner Familie wohnhaften SS-Lagerverwalter bewacht. Hier wurden die Kölner Sinti und Roma konzentriert, z. T. auch aus Wohnungen in die auch von der Stadt gestellten Wohnwagen zwangseingewiesen. (Foto der RHF 1937)

In den erhaltenen Akten des Ritter-Instituts findet sich ein Aktenpaket sogenannter Arbeitslisten, nach denen sich das Datum und Bearbeiter einzelnen Städte zuordnen lassen. Danach hat Stein Anfang 1938, also vor Abgabe seiner Doktorarbeit, in mehreren deutschen Städten Sinti und Roma aufgesucht und für die RHF Daten erhoben. Im Januar und Februar war er in Wiesbaden, im Februar 1938 in Ober-Ingelheim und Mainz, im März folgte Köln und Bergzabern.
Auch nach einer Auskunft von Adolf Würth, wissenschaftlicher Mitarbeiter der RHF, war Stein dort einige Monate bei der „Forschungsstelle Ritter“ beschäftigt. Steins Untersuchungen in Köln dürften – wie schon Steins Dissertation – ebenfalls teilweise in einem Zwangslager stattgefunden haben. Die Einweisung in Kölner Zwangslager in Köln begann bereits im April 1935. Im August 1937 errichtete die Stadt Frankfurt eine Zwangsinternierungslager für Sinti und Roma.
Im Januar 1938 wurden Frankfurter Sinti und Roma untersucht, die bereits im Frankfurter Zwangslager Dieselstraße interniert waren. Am 19. Januar wurde die Erfassung vermutlich im Zwangslager selbst durchgeführt. Bei dem Termin am 20. Januar 1938 wurde im Frankfurter Polizeipräsidium erfasst und erkennungsdienstlich fotografiert. Auf Messkarten ist die Lagerinternierung der untersuchten Sinti folgendermaßen umschrieben: „Grundst[ück] zugewiesen / aufgestellter Wagen / Wohnwagen“ – oder: „unter behördl[ichem] Druck / Wohnwagen“. Für Mainz, Wiesbaden und Ingelheim fehlt bisher der Nachweis solcher Lager, auch hier war die Zusammenarbeit mit der Polizei sicher eng.
Steins Arbeitslisten von 1936 bis 1938 können mit teilweise erhaltenen späteren polizeilichen Deportationslisten und dem erhaltenen Lagerbuch des „Zigeunerfamilienlagers Auschwitz“ abgeglichen werden. Die Begutachtung, das heißt die Aufnahme der Person in das „Zigeunersippenarchiv“ des RHF bildete einen wichtigen Schritt beim Völkermord an Sinti und Roma.
Diejenigen Sinti und Roma, die zwar von Stein untersucht, aber nicht bereits 1940 oder 1941 deportiert wurden, finden sich zu einem höheren Prozentsatz in den Lagerbüchern von Auschwitz.
Der Zusammenhang zwischen der Erfassung der Sinti und Roma durch die Polizei und Steins Aktivitäten als Mitarbeiter der RHF bis hin zur Ermordung in Konzentrationslagern lässt sich am besten bei einzelnen Opfern nachweisen, die 1943 unmittelbar nach Auschwitz deportiert wurden. Besonders gut ist dieser Zusammenhang bei der Wiesbadener Familie L. nachzuweisen, bei der die Polizei Steins Arbeitsliste für ihre Deportationslisten nur noch um die 1938 unter sechsjährigen Kinder erweitern musste, die fast alle in Auschwitz ermordet wurden.

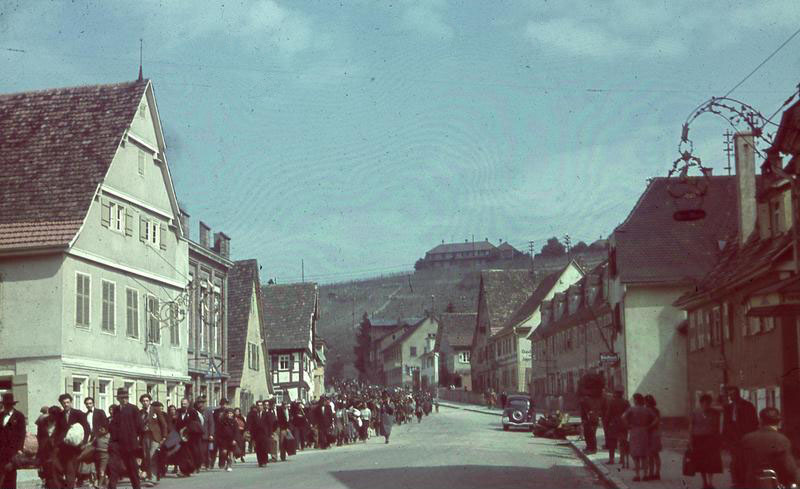
Sinti werden am 22. Mai 1940 unter Polizeibewachung zu Fuß von der Festung Hohenasperg durch das Dorf zum Sonderzug ins Generalgouvernement getrieben. (Foto der RHF)

Die Sinti aus den von Stein aufgesuchten Städten Ingelheim und Mainz wurden am 16. Mai 1940 über ein Zwischenlager in der Festung Hohenasperg ins Generalgouvernement deportiert, wo sich vielfach ihre individuelle Spur verliert. Im Generalgouvernement wurden sie in verschiedene Lager verteilt. Die Häftlinge mussten unter unmenschlichen Bedingungen Schwerarbeit leisten; viele starben an Erschöpfung und Hunger. Ein Teil der pfälzischen und rheinhessischen Sinti wurde bei einer Erschießungsaktion 1943 in Radom getötet. Auch die Kölner Sinti wurden am 16. Mai 1940 deportiert.
Als exemplarisch kann das Schicksal einer vom 26. bis 29. Januar 1938 in Wiesbaden von Stein erfassten Sintifamilie mit mehreren Generationen gelten, die in Auschwitz dem Völkermord zum Opfer fiel. Therese L. war zum Zeitpunkt der Erfassung noch nicht geboren.
| Name       | Geboren | Todesdatum | Nr. Dep. | Nr. Auschwitz |
| ---------- | ------- | ---------- | -------- | ------------- |
| Josef      | 1895    | 24.7.1943  | 36       | 2340          |
| Wilhelm    | 1925    | 4.4.1943   | 40       | 2341          |
| Josef      | 1928    | 21.4.1944  | 41       | 2342          |
| Anna Maria | 1898    | 20.4.1943  | 37       | 2621          |
| Anna Maria | 1924    | 9.6.1944   | 39       | 2322          |
| Hildegard  | 1930    | ?.?.?      | 42       | 2623          |
| Berta      | 1932    | 20.5.1944  | 43       | 2624          |
| Rosina     | 1936    | 28.9.1943  | 44       | 2625          |
| Therese    | 1941    | 2.5.1943   | –        | 2626          |
| Jakob      | 1913    | –          | 38       | –             |

Nr. Dep. steht für die Nummerierung einer Deportationsliste für Wiesbaden, ?.?.? für ein unleserliches Todesdatum.

## Weitere berufliche Laufbahn
Nach 1945 arbeitete Stein als Arzt in Wiesbaden. Wie alle Mitarbeiter der RHF wurde Stein niemals für seine Verbrechen zur Verantwortung gezogen.

## Rezeption nach 1945
Hermann Arnold, der bundesdeutsche Erbhygieniker und „Zigeuner- und Asozialenforscher“ in der Nachfolge der nationalsozialistischen Tsiganologen und Berater der Regierung Adenauer in Fragen der Zigeuner-Politik, wertete 1965 Steins Dissertation als die „immer noch“ brauchbare Grundlage der „physischen Anthropologie der mitteleuropäischen Zigeuner“. Dabei hob Arnold ausdrücklich als positiv hervor, dass Stein dasselbe Kategorisierungssystem für „den Grad der [Rassen-]Vermischung der Probanden“ verwandte wie die Rassenhygienische Forschungsstelle des Robert Ritter. Steins Thesen blieben also weit über das Ende des Nationalsozialismus hinaus wirksam. Ansätze zu einer kritischen Auseinandersetzung mit ihnen, die Steins Rolle in der nationalsozialistischen Zigeunerverfolgung reflektieren, gibt es erst seit Anfang der 1990er Jahre.

## Veröffentlichungen
- Zur Physiologie und Anthropologie der Zigeuner in Deutschland. In: Zeitschrift für Ethnologie 72/1-3 (1940 [erschienen 1941]), S. 74–114.
  - Zur Psychologie und Anthropologie der Zigeuner in Deutschland. Sonderdruck des vorigen, Gräfenhainichen 1941; zusätzlich mit Steins Lebenslauf.

## Archivalien
- Namensverzeichnis der ehemaligen Mitglieder der NSDAP und ihrer Gliederungen. Nachtrag 1 Wiesbaden Alt
- Gerhard Stein – Dissertationsakte Nr. 2157 im Archiv des Dekanates Fachbereich Humanmedizin der Johann Wolfgang Goethe-Universität Frankfurt a. M.
- Erfassungslisten der „Forschungsstelle Ritter“ bei Bundesarchiv Sign. R 165/38
- Deportationsliste Wiesbaden, bei Landeshauptarchiv Wiesbaden
- Rob. Ritter: Bericht an DFG, bei Bundesarchiv Sign. R 73/14005